# Мікстура без рецепта
«Мікстура без рецепта» — радянський кіноальманах з трьох новел 1990 року, знятий режисерами Михайлом Антадзе, Георгієм Дадіані і Зазою Урушадзе.

## Сюжет
Кіноальманах складається з трьох новел: «30 см над рівнем моря», «Їм, кого залишили батьки», «Собачий нюх».

### «30см над рівнем моря»
Хвороба наблизила смерть старого. Усі члени сім'ї, його друзі та просто знайомі зібралися біля його ліжка, щоб віддати останню шану. Але з'являється старий друг і береться вилікувати хворого…

### «Їм, кого залишили батьки»
За однойменним оповіданням Джемала Топурідзе. Одинадцятирічний німий Гія став більш самотнім, коли батько залишив сім'ю. Мати не помічає його переживань — їй вистачає власних. Не витримавши самотності, він іде в чужий дім побачити рідного батька, але там зустрічає слабку підлесливу людину, якій нема чого сказати власному синові. Розчарований, але впевнений у собі, він повертається додому і вимовляє вголос слово…

### «Собачий нюх»
Сатирична комедія за оповіданням М. Зощенка «Нюх собаки».

## У ролях
- Лаша Цінцадзе — головна роль
- Георгій Антадзе — головна роль
- Ніка Антадзе — головна роль
- Лія Бахтадзе — головна роль
- Акакій Бердзенішвілі — головна роль
- Тінатін Бесашвілі — роль другого плану
- Важа Вадачкорія — роль другого плану
- Анна Ветько — роль другого плану
- Манана Давіташвілі — Маквала
- Кетіно Джавахішвілі — роль другого плану
- Татулі Долідзе — роль другого плану
- Тамуна Дондуа — роль другого плану
- Рамаз Кадарія — роль другого плану
- Вахтанг Каджірашвілі — роль другого плану
- Ніно Каландадзе — роль другого плану
- Темур Каландадзе — Васіко
- Лариса Кевлішвілі — роль другого плану
- Тамар Кінцурашвілі — роль другого плану
- Лія Кобуладзе — роль другого плану
- Тенгіз Кошкадзе — роль другого плану
- Георгій Ксоврелі — роль другого плану
- Малхаз Курцхалія — роль другого плану
- Гіві Лежава — роль другого плану
- Леван Лордкіпанідзе — роль другого плану
- Нана Лордкіпанідзе — роль другого плану
- Нана Мамулашвілі — роль другого плану
- Ілля Матіашвілі — роль другого плану
- Володимир Метонідзе — роль другого плану
- Отар Міхелідзе — буфетник
- Лариса Мягкая — роль другого плану
- Тенгіз Папідзе — роль другого плану
- Іване Сакварелідзе — роль другого плану
- Сандро Тедіашвілі — Іордане
- Георгій Хвадагіані — роль другого плану
- Леван Цінадзе — роль другого плану
- Георгій Чиковані — роль другого плану
- Заза Чхеїдзе — роль другого плану
- Ламзіра Чхеїдзе — роль другого плану
- Ніно Чхеїдзе — роль другого плану
- Дмитро Шарвадзе — роль другого плану
- Людмила Шепілова — роль другого плану
- Альфред Шоташвілі — Іагора
- Леван Еріставі — роль другого плану
- Т. Богверідзе — епізод
- П. Бухнікашвілі — епізод
- Д. Гвалідзе — епізод
- Т. Герагулі — епізод
- Н. Гігуашвілі — епізод
- З. Джаші — епізод
- Д. Кавсадзе — епізод
- Ц. Какабадзе — епізод
- А. Калмахелідзе — епізод
- О. Качарава — епізод
- Картлос Марадішвілі — епізод
- О. Матарадзе — епізод
- Є. Тохадзе — епізод
- Ш. Харазі — епізод
- М. Чавчанідзе — епізод
- А. Чиковані — епізод
- К. Шеварднадзе — епізод

## Знімальна група
- Режисери — Михайло Антадзе, Георгій Дадіані, Заза Урушадзе
- Сценаристи — Гія Нозадзе, Заза Урушадзе, Аміран Чічінадзе
- Оператори — Ігор Амасійський, Михайло Медніков, Нугзар Еркомаїшвілі
- Композитори — Теймураз Бакурадзе, Зураб Надареїшвілі, Давид Туріашвілі
- Художники — Леван Гветадзе, Георгій Дадіані, Нодар Сулеманашвілі